# Megváltás (Odaát)
A Megváltás (Salvation) az Odaát című televíziós sorozat első évadjának huszonegyedik epizódja.

## Cselekmény
John egy halottnak hitt ismerősétől kap telefonhívást: Megtől. A lány megfenyegeti, hogy ameddig nem adja át a démonoknak a Coltot, rengeteg démonvadásszal fog végezni. A férfi beleegyezik az alkuba, bár fiai ezt ellenzik.
Miután átvészelt egy vitát Sammel, John a környéki elektromos zavarok alapján rájön, hogy a Sárgaszemű démon egy közeli kisvárosban, Salvationban fog lecsapni, méghozzá egy Rose nevű csecsemőt szemelt ki. Miután fiaival együtt a városba érkezett, Samre látomás jön: a fiatal anyuka hat hónapos kislánya gyermekszobájában a falon lángra kap. Míg John elmegy, hogy utánanézzen minden jövő héten lévő hat hónapos kisgyermeknek, Sam találkozik a látomásban szereplő anyukával.
Míg John elindul, hogy egy hamis pisztolyt adjon a démonoknak, a fivérekre bízza, hogy este elkapják a Sárgaszemű démont. A cserére egy elhagyatott raktárépületnél kerül sor, ám Meg és testvére, Tom rájönnek a pisztoly hamisságára, így hosszas üldözés után elfogják Johnt.
Dean és Sam a terv szerint rajtaütnek a fiatal házaspár házában megjelenő démonon, ám az akció csak félsikert ér el: a családot ki tudják menekíteni, Sam viszont elvéti lövését a Colttal, így Azazel elmenekül, a pisztolyban pedig csak 3 töltény marad…

## Természetfeletti lények

### Démonok
A démonokat a folklórban, mitológiában és a vallásban egyaránt olyan természetfeletti lényként, gonosz szellemként írják le, melyeket meg lehet idézni, és irányítani is lehet. Közeledtüket általában elektromos zavarok jelzik, maguk mögött pedig ként hagynak.

## Időpontok és helyszínek
- 2006. október 29-31.

– Blue Earth, Minnesota
– Manning, Colorado
– Salvation, Iowa,
– Lincoln, Nebraska

## Zenék
- Kansas – Carry On Wayward Son

## Külső hivatkozások
- Supernatural-Salvation az Internet Movie Database oldalon (angolul)